# Celastrina limbata
Celastrina limbata är en fjärilsart som beskrevs av Moore. Celastrina limbata ingår i släktet Celastrina och familjen juvelvingar. Inga underarter finns listade i Catalogue of Life.